# Дарко Брашанац
Дарко Брашанац (серб. Darko Brašanac, нар. 12 лютого 1992, Чаєтина) — сербський футболіст, півзахисник, клубу «Алавес».
Виступав, зокрема, за клуб «Партизан», «Реал Бетіс» та «Леганес», а також національну збірну Сербії.

## Клубна кар'єра
Народився 12 лютого 1992 року в місті Чаєтіна, що в центрв Сербії. Там же він почав навчатися футболу, а невдовзі потрапив на замітку столичним скаутам. Тому юнака було запрошено до футбольної школи клубу «Партизан».
Дорослу футбольну кар'єру розпочав 2009 року, вийшовши на заміну в основній команді рідного «Партизана». В белградській команді він провів два сезони, але пробитися до основи не зумів, взявши участь лише в 7 матчах. Тому сезон 2011—2012 років він розпочав в оренді за команду «Смедерево». Своєю грою за останню команду знову привернув увагу представників тренерського штабу клубу «Партизан», до складу якого повернувся 2012 року.
Повернувшись до рідного клубу, Дарко Брашанац відіграв за белградську команду наступні чотири сезони своєї ігрової кар'єри. Тож разом з командою він 4 рази здобував золоті медалі першості Сербії з футболу і двічі здобував Національний Кубок. Відтак він зчаста виступав у складі «Партизана» в європейських кубкових турнірах, тому й потрапив на олівець європейським скаутам.
Тому в 2016 році перспективного півзахисника було запрошено до Іспанії в команду Андалузії — «Реал Бетіс». В свій перший же сезон він пробився до основи команди, провівши 26 матчів. Але очільники клубу були не задоволені підсумковим місцем команди в національній першості і знову змінили тренерський склад команди. Зміна тренерів означала перетурбації і в складі команди, особливо серед легіонерів.
Наступні роки стали для Дарко Брашанача складними — йому доводилося виступати в оренді в двох різних клубах. Спершу був «Леганес» з передмістя Мадрида. Дарко підтвердив свій професіоналізм, пробившись до основи й провівши 23 матчі.
Але на сезон 2018-19 років йому вже довелося перебиратися на північ Іспанії, до країни Басків в команду «Алавес». Станом на 26 грудня 2018 року відіграв за баскський клуб 9 матчів в національному чемпіонаті.

## Виступи за збірні
2008 року дебютував у складі юнацької збірної Сербії, взяв участь у 20 іграх на юнацькому рівні, відзначившись 2 забитими голами.
Протягом 2013–2015 років залучався до складу молодіжної збірної Сербії. На молодіжному рівні зіграв у 12 офіційних матчах, забив 1 гол.
2015 року дебютував в офіційних матчах у складі національної збірної Сербії.

## Статистика

### Клубна
Станом на 25 грудня 2018
| Клуб                 | Сезон   | Ліга | Ліга | Кубок | Кубок | Крнтинентальні турніри | Крнтинентальні турніри | Загалом | Загалом |
| Клуб                 | Сезон   | Ігри | Голи | Ігри  | Голи  | Ігри                   | Голи                   | Ігри    | Голи    |
| -------------------- | ------- | ---- | ---- | ----- | ----- | ---------------------- | ---------------------- | ------- | ------- |
| «Партизан»           | 2009–10 | 3    | 0    | 0     | 0     | 0                      | 0                      | 3       | 0       |
| «Партизан»           | 2010–11 | 4    | 0    | 1     | 0     | 1                      | 0                      | 6       | 0       |
| «Партизан»           | 2012–13 | 11   | 1    | 2     | 1     | 0                      | 0                      | 13      | 2       |
| «Партизан»           | 2013–14 | 18   | 2    | 1     | 0     | 2                      | 0                      | 21      | 2       |
| «Партизан»           | 2014–15 | 17   | 1    | 3     | 1     | 6                      | 0                      | 26      | 2       |
| «Партизан»           | 2015–16 | 25   | 3    | 5     | 0     | 10                     | 1                      | 40      | 4       |
| «Партизан»           | 2016–17 | 4    | 0    | 0     | 0     | 2                      | 0                      | 6       | 0       |
| «Партизан»           | Загалом | 82   | 7    | 12    | 2     | 21                     | 1                      | 115     | 10      |
| «Смедерево» (оренда) | 2011–12 | 24   | 2    | 3     | 1     | —                      | —                      | 27      | 3       |
| Реал Бетіс           | 2016–17 | 25   | 1    | 1     | 0     | —                      | —                      | 26      | 1       |
| «Леганес» (оренда)   | 2017–18 | 23   | 2    | 5     | 0     | —                      | —                      | 28      | 2       |
| «Алавес» (оренда)    | 2017–18 | 9    | 0    | 0     | 0     | —                      | —                      | 9       | 0       |
| Загалом              | Загалом | 154  | 12   | 21    | 3     | 21                     | 1                      | 196     | 16      |

### Національна збірна
Станом на 7 травня 2018
| Національна збірна      | Роки   | Ігри | Голи |
| ----------------------- | ------ | ---- | ---- |
| Збірна Сербії з футболу | 2015   | 1    | 0    |
| Збірна Сербії з футболу | 2016   | 2    | 0    |
| Усього                  | Усього | 3    | 0    |